# Новосибирский промышленно-энергетический колледж
Новосибирский промышленно-энергетический колледж — среднее специальное учебное заведение в Ленинском районе Новосибирска, основанное в 1945 году.

## История
1 октября 1945 года приказом № 202 НК боеприпасов при комбинате № 179 был создан Новосибирский техникум сельскохозяйственных машин. Новое учебное заведение разместилось в лабораториях, цехах, вечерней школе и в управлении предприятия.
В 1948 году было выпущено 11 человек по специальности «инструментальное производство». В 1949 году состоялся очередной выпуск: 14 человек получили специальность «обработка металлов резанием», 20 — «оборудование литейных цехов».
В 1951 году подготовлено 18 человек по специальности «ковочно-штамповочное производство».
Впоследствии потребность предприятий в различных специалистах увеличилась, в результате появились новые специальности: «производство электро- и радиоприборных устройств», «радиотехника», «котельные паротурбинные установки», «текстильное машиностроение», «производство изделий из твёрдых и химических веществ», «двигатели летательных аппаратов», «производство корпусов», «строительство и эксплуатация гражданских зданий и сооружений», «прокатно-штамповочное производство». Студенты обучались на дневном и вечернем отделениях, существовал филиал техникума в посёлке Пашино. Образовательному учреждению помогал ряд новосибирских предприятий: Сибтекстильмаш, «Луч», НВА, Точмаш, ИПФ, НИЭП и т. д. Особенно тесные связи были с заводом Сибсельмаш, который принимал участие в создании учебно-материальной базы техникума — выделял сотрудников для руководства по дипломному проектированию и специалистов для обучения, многие из них впоследствии продолжили преподавать предметы и возглавили специальные подразделения.
В 1969 году техникум получил новое название — Новосибирский машиностроительный техникум.
В 1973 году введено в эксплуатацию здание техникума на улице Титова, 14.
В 1970—1980-х годах появляются новые специальности: «эксплуатация станков с ЧПУ», «электронно-вычислительные машины, приборы и устройства», «обработка металлов на станках и автоматических линиях», ведётся обучение и по традиционным: «эксплуатация, ремонт и наладка оборудования», «литейное производство чёрных и цветных металлов», «экономика, бухгалтерский учёт и контроль», «планирование на предприятиях машиностроительной промышленности».
С 1945 по 2001 год учебное заведение подготовило 16 567 технических работников по 21 специальности.
В 2000 году техникум был переименован в Новосибирский промышленно-экономический колледж, в 2014 году — в Новосибирский промышленно-энергетический колледж.

## Сведения о сотрудниках
Большой вклад в становление техникума внесли руководители И. Д. Родомысельский, В. Е. Болбас. Много усилий для его развития приложил руководитель С. А. Воровин (1967—1973), трудовая деятельность которого была связана с различными новосибирскими предприятиями. Он содействовал отношениям между техникумом и заводами, способствовал сооружению здания техникума на улице Титова.
32 препадователя имеют высшую категорию, 20 преподавателям присвоено почётное звание «Заслуженный учитель Российской Федерации», «Отличник среднего специального образования», «Почётный работник среднего специального образования Российской Федерации», «Отличник народного просвещения». В 2001 году В. Е. Болбас был удостоен ордена Дружбы.